# Kamienka
|  | Per a altres significats, vegeu «Kamienka (Humenné)». |

Kamienka és un poble i municipi d'Eslovàquia. Es troba a la regió de Prešov, al nord del país. La primera referència escrita de la vila data del 1342.

## Demografia
| Godina             | 1994 | 2004   | 2014   | 2024   |
| ------------------ | ---- | ------ | ------ | ------ |
| Nombre de persones | 1440 | 1409   | 1376   | 1341   |
| Diferència         |      | −2,15% | −2,34% | −2,54% |

| Godina             | 2023 | 2024   |
| ------------------ | ---- | ------ |
| Nombre de persones | 1327 | 1341   |
| Diferència         |      | +1,05% |